# Große Teichköcherfliege

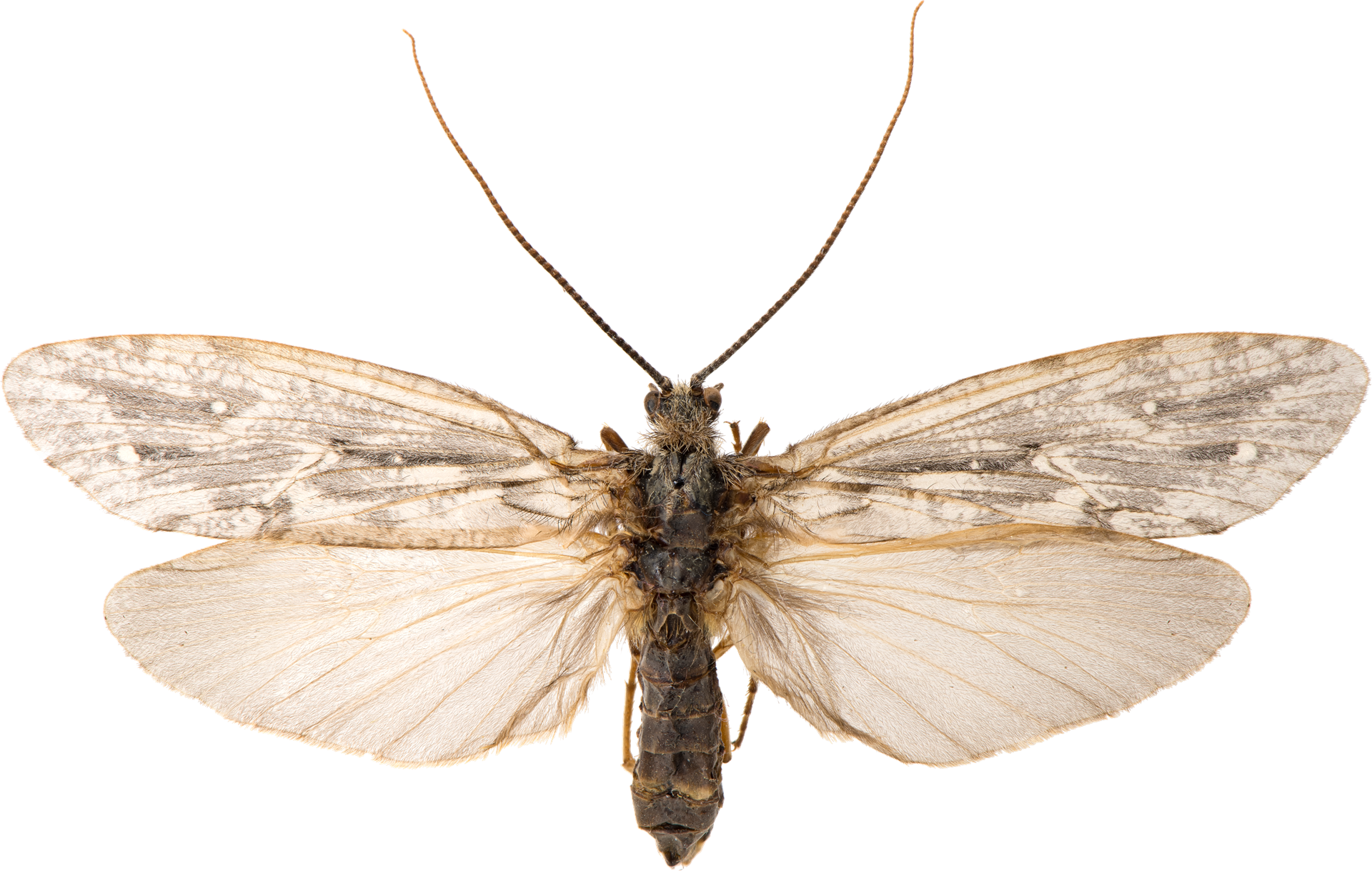
Ein präpariertes Museumsexemplar

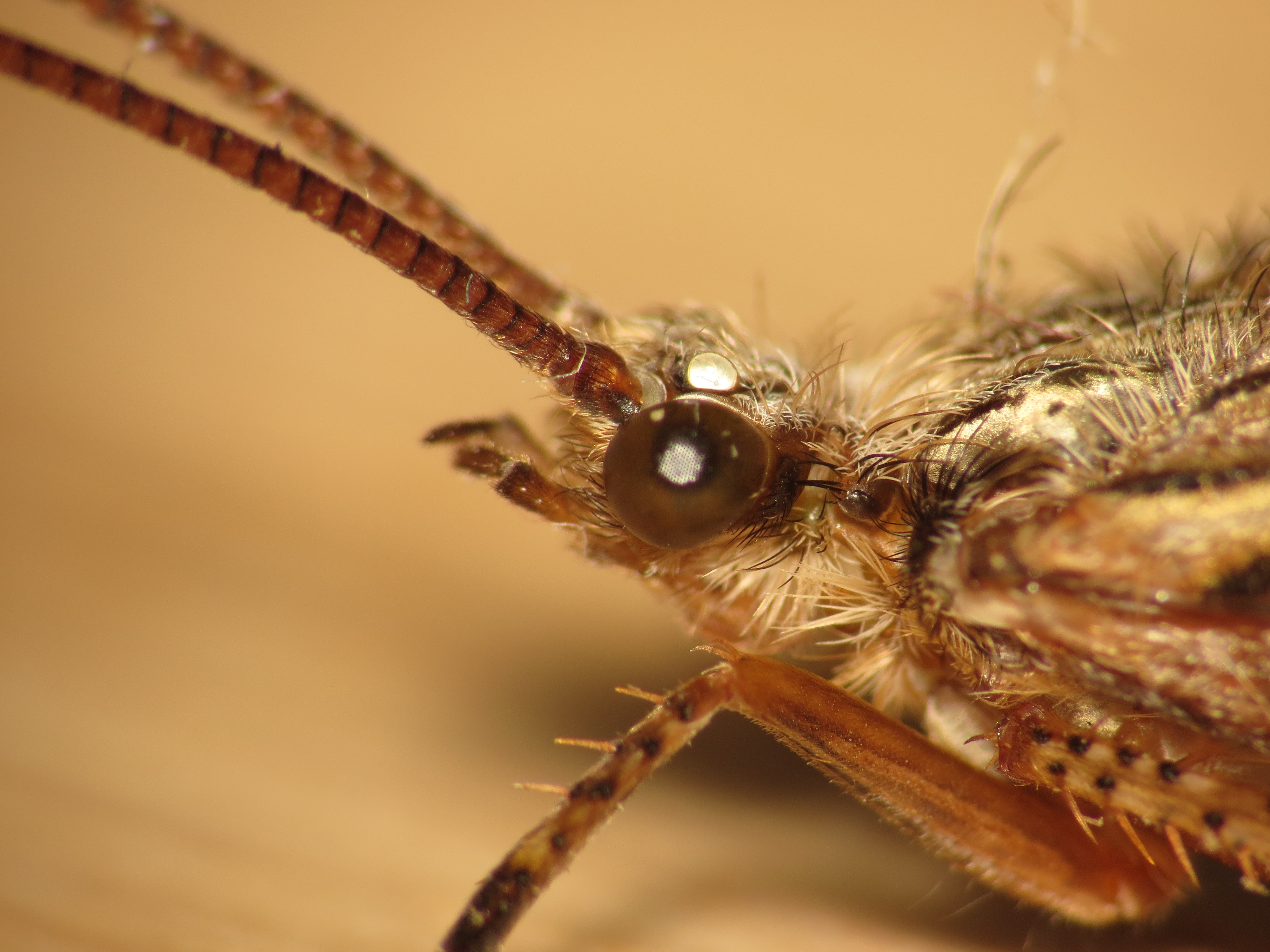
Kopf eines Tieres

Die Große Teichköcherfliege (Phryganea grandis), auch Große Köcherfliege genannt, ist die größte mitteleuropäische Art der Köcherfliegen. Sie ist paläarktisch verbreitet.

## Merkmale
Die Körperlänge beträgt 15–21 mm, wird zuweilen aber auch mit maximal 28 mm angegeben. Die Flügelspannweite beträgt 40–60 mm. Damit ist es die größte der etwa 400 mitteleuropäischen Köcherfliegenarten. Die Vorderflügel sind bräunlich bis gräulich mit einer dunkler Zeichnung, die Hinterflügel durchsichtig. Die Antennen sind länger als der Körper. An den Femora der Vorderbeine befinden sich zwei Sporne, an denen der Mittel- und Hinterbeine jeweils vier. Die Discoidalzelle der Flügel ist lang und schmal, die Taster der Männchen viergliedrig. Männchen sind generell kleiner, ihren Vorderflügeln fehlt der schwarze Strich der Weibchen. Die Larven weisen einen gelb und schwarz gestreiften Kopf auf und sind 30–40 mm lang. Teile ihres Rückens (Mesodorsum, Metadorsum) sind unsklerotisiert. Sie leben in spiralförmig zusammengesetzten Röhren (Köchern) aus Wasserpflanzenteilen, die sie miteinander verkleben. Diese Köcher können bis zu 60 mm lang werden. Eine ähnliche Art ist Phryganea striata, bei der der schwarze Flügelstrich der Weibchen jedoch dünner und in drei Teilstücke zerbrochen ist.

## Verbreitung und Lebensraum
Die Art ist weit verbreitet in Europa, fehlt aber in vielen Teilen Südeuropas. Im Norden besiedelt sie Fennoskandinavien bis in die nördlichen Gebiete, Großbritannien, Irland, Dänemark und Estland, im Westen kommt sie bis nach Frankreich, die Schweiz, Belgien, Luxemburg und die Niederlande vor, in Zentraleuropa lebt sie in Deutschland, Polen und Österreich, nach Süden hin findet sie sich bis Mittelitalien und Teile der Balkanhalbinsel und im Osten des Verbreitungsgebietes ist sie bis nach Russland verbreitet.
Die Art lebt vom Tiefland bis ins Hochgebirge, kommt aber nur in den tieferen Lagen häufiger vor. Die Larven bewohnen stehende und schwach fließende Gewässer. Dabei kann es sich auch um große Ströme mit reichlich Vegetation handeln.

## Lebensweise
Die Imagines erscheinen von Mai bis September vor allem an stehenden Gewässern, wobei sie Anfang Juli am häufigsten zu finden sind. Tagsüber sitzen sie auf Baumrinde, nachts fliegen sie unbeholfen in der Wassernähe herum. Die Eiablage findet in die Gewässer statt. Die Larven halten sich auf Wasserpflanzen auf, wo sie hauptsächlich räuberisch von Insektenlarven leben, aber auch sich zersetzendes Blattmaterial als Nahrung annehmen oder Oberflächen abgrasen. Die Larven überwintern und verpuppen sich im Frühjahr im Köcher. Nach einem kurzen Puppenstadium steigt die Puppe zur Wasseroberfläche empor, wo der Schlupf stattfindet.

## Taxonomie
Synonyme der Art sind Phryganea uncinata Schrank, 1781, Phryganea atomaria Stephens, 1836 und Phryganea ochrida Malicky, 1975. Des Weiteren sind neben der Nominatform noch zwei Unterarten bekannt, nämlich Phryganea grandis meridionalis Klapalek, 1899 und Phryganea grandis serti Sipahiler, 2000.